# Lista de futebolistas não nascidos na Espanha convocados para a Seleção Espanhola
Este artigo traz uma lista com os futebolistas que não nasceram na Espanha, mas foram convocados para a Seleção nacional.
Considerando apenas a seleção principal, até 2023, 45 jogadores que defendem (ou defenderam) a Espanha eram naturais de outros países. A Argentina é país com o maior número de futebolistas não-espanhóis que defenderam a Fúria, com 13 atletas, seguida por Brasil (6), Marrocos, França e Paraguai, com 3 jogadores. Alguns estrangeiros que representariam a seleção espanhola mudaram-se para o país ainda jovens, enquanto outros se naturalizavam após passarem o período exigido para obter a cidadania ou nunca terem sido lembrados para atuar pelas seleções de seus países de origem. Thiago Alcântara, nascido na Itália, é o estrangeiro com mais jogos disputados (37).
A lista não inclui jogadores que nasceram em territórios autônomos da Espanha (Baleares, Canárias, Ceuta e Melilha, que forneceram ao menos um jogador para defender a seleção) ou que tenham ascendência de outros países nascidos em território espanhol.

## Nacionalidade por jogador
| Nome                    | Jogos pela seleção | Em atividade | País onde nasceu |
| ----------------------- | ------------------ | ------------ | ---------------- |
| Ramón Zabalo            | 11                 | 1931–1936    | Inglaterra       |
| Roberto López Ufarte    | 15                 | 1977–1982    | Marrocos         |
| Eduardo Arbide          | 1                  | 1921         | Argentina        |
| Marcelino Gálatas       | 1                  | 1927         | Filipinas        |
| Alfredo Di Stéfano      | 31                 | 1957–1961    | Argentina        |
| Marcos Senna            | 28                 | 2006–2010    | Brasil           |
| José Eulogio Gárate     | 18                 | 1967–1975    | Argentina        |
| Ferenc Puskás           | 4                  | 1961–1962    | Hungria          |
| László Kubala           | 19                 | 1953–1961    | Hungria          |
| Donato                  | 12                 | 1994–1996    | Brasil           |
| Juan Errazquin          | 6                  | 1925–1928    | Argentina        |
| Rubén Cano              | 12                 | 1977–1979    | Argentina        |
| Eulogio Martínez        | 8                  | 1959–1962    | Paraguai         |
| José Santamaría         | 16                 | 1958–1962    | Uruguai          |
| Heriberto Herrera       | 1                  | 1957         | Paraguai         |
| Juan Antonio Pizzi      | 22                 | 1994–1998    | Argentina        |
| Catanha                 | 3                  | 2000         | Brasil           |
| Rubén Óscar Valdez      | 9                  | 1972–1974    | Argentina        |
| Juan Carlos Heredia     | 3                  | 1978–1979    | Argentina        |
| Thomas Christiansen     | 2                  | 1993         | Dinamarca        |
| Héctor Rial             | 5                  | 1955–1958    | Argentina        |
| Gerardo Miranda         | 9                  | 1981–1985    | Mauritânia       |
| Heraldo Bezerra         | 1                  | 1973         | Brasil           |
| Curro Torres            | 5                  | 2001–2002    | Alemanha         |
| Roberto Juan Martínez   | 5                  | 1973–1974    | Argentina        |
| Paulino Alcántara       | 5                  | 1921–1923    | Filipinas        |
| Mariano Pernía          | 11                 | 2006–2007    | Argentina        |
| Francisco Arencibia     | 1                  | 1942         | Cuba             |
| Luis Cembranos          | 1                  | 2000         | Suíça            |
| Pier Luigi Cherubino    | 1                  | 1994         | Itália           |
| José Luis López Peinado | 4                  | 1972–1973    | Marrocos         |
| Álvaro Cervera          | 4                  | 1991–1992    | Guiné Equatorial |
| Chus Alonso             | 3                  | 1942         | Cuba             |
| Emilio Sagi Liñán       | 1                  | 1926         | Argentina        |
| Vicente Jara            | 1                  | 1966         | Paraguai         |
| Pepito Ramos            | 4                  | 1975–1977    | Marrocos         |
| Armando Álvarez         | 2                  | 1996–1997    | França           |
| Juan Carlos Touriño     | 1                  | 1972         | Argentina        |
| Diego Costa             | 24                 | 2014–2018    | Brasil           |
| Thiago Alcântara        | 37                 | 2011–2021    | Itália           |
| Rodrigo Moreno          | 22                 | 2015–        | Brasil           |
| Ansu Fati               | 4                  | 2020–        | Guiné-Bissau     |
| Aymeric Laporte         | 32                 | 2021–        | França           |
| Robin Le Normand        | 15                 | 2023–        | França           |
| Joselu                  | 3                  | 2023–        | Alemanha         |

## Por nacionalidade
| País             | Total |
| ---------------- | ----- |
| Argentina        | 13    |
| Brasil           | 6     |
| Marrocos         | 3     |
| Paraguai         | 3     |
| França           | 3     |
| Cuba             | 2     |
| Hungria          | 2     |
| Itália           | 2     |
| Filipinas        | 2     |
| Alemanha         | 2     |
| Dinamarca        | 1     |
| Inglaterra       | 1     |
| Guiné Equatorial | 1     |
| Guiné-Bissau     | 1     |
| Mauritânia       | 1     |
| Suíça            | 1     |
| Uruguai          | 1     |